# Jean-Baptiste Timothée Baumes
Jean-Baptiste Timothée Baumes (* 20. Januar 1756 in Lunel; † 19. Juli 1828 in Montpellier) war ein französischer Arzt, Professur für Pathologie und Mitglied der medizinischen Sozietät in Paris.
Jean-Baptiste Timothée Baumes wurde in Lunel in der französischen Region Okzitanien geboren. Er besuchte die Klosterschule der Benediktinerabtei Sorèze bis zum Jahr 1763. Im Anschluss an die Schulzeit studierte er Medizin in Montpellier, wo er auch promovierte. Er interessierte sich zunächst vor allem für Kinderkrankheiten. 1802 erhielt er eine Professur für Pathologie, Meteorologie und Nosologie an der Medizinschule Montpellier. Er war Mitglied der medizinischen Sozietäten in Paris, Bordeaux und Marseille.
Er versuchte, aufbauend auf den Fortschritten der Chemie zu jener Zeit, ein iatrochemisches Konzept zu entwerfen, für das er allerdings nur wenige Anhänger fand. Nach seiner Theorie des Organismus waren bestimmte chemische Hauptelemente wie Sauerstoff, Wasserstoff, Stickstoff, Kohlenstoff und Phosphor Grundbestandteile des Körpers. Krankheiten sah Baumes an als eine Störung des Wärmehaushalts, des Sauerstoffhaushalts, des Wasserstoffshaushalts etc.
Jean-Baptiste Timothée Baumes publizierte vergleichsweise eifrig. Paul-Joseph Barthez lobte einige der Publikationen.

## Werke
- De l'usage du quinquina dans les fièvres rémittentes, Paris 1790.
- Von den Convulsionen der Kinder, von ihren Ursachen und ihrer Behandlung, Übersetzer: Cappel, Wilhelm Friedrich, 1791. Digitalisat
- D. Baumes, Mitglieds der medicinischen Societät zu Nismes, Arztes beym dasigen Hospital, Mitglieds der königlichen medicinischen Societät zu Paris, der philadelphischen Gesellsch. auf dem französisch. Cap., Correspondenten der königlichen Akademie de Wissenschaften u.s.w... Abhandlung über den aufgegebenen Satz: Daß durch Beobachtungen zu bestimmen sey, was das für Krankheiten sind, welche von den Ausdünstungen stehender Wasser und sumpfiger Gegenden entspringen, womit sowohl die Bewohner solcher Gegenden, als auch diejenigen befallen werden, welche an ihrer Austrocknung arbeiten, und worin die Mittel bestehen ihnen zuvorzukommen und sie zu kuriren, welche im Jahre 1789 von der königlichen medicinischen Fakultät zu Paris den Preiß erhalten, 1792. Digitalisat
- Traité Elémentaire de Nosologie, contenant une classification de toutes les maladies, Montpellier 1806.